# Catalogul Colecției „Cele mai frumoase poezii”
Catalogul Colecției „Cele mai frumoase poezii” (Editura Tineretului / Editura Albatros).
Colecția „Cele mai frumoase poezii” a apărut în perioada 1957-1969 la Editura Tineretului din București și în perioada 1970-1990 la Editura Albatros, din aceeași localitate.

## Lista
| Nr. | Autor                                                                                  | Titlu                                            | An   | Note |
| --- | -------------------------------------------------------------------------------------- | ------------------------------------------------ | ---- | --- |
| 001 | Goethe                                                                                 | Poezii                                           | 1957 | (Editura Tineretului); traducere și cuvânt înainte de Maria Banuș |
| 002 | Shelley                                                                                | Poeme                                            | 1957 | (Editura Tineretului); traducere și cuvânt înainte de Petre Solomon |
| 003 | Nicolaus Lenau                                                                         | Versuri alese                                    | 1957 | (Editura Tineretului); traducere de Lazăr Iliescu |
| 004 | Ovidiu                                                                                 | Tristele                                         | 1957 | (Editura Tineretului); traducere, cuvânt înainte și note de Eusebiu Camilar |
| 005 | Vladimir Maiakovski                                                                    | Tineretului                                      | 1957 | (Editura Tineretului); traducere de Cicerone Theodorescu |
| 006 | Mihai Eminescu                                                                         | Versuri alese                                    | 1958 | (Editura Tineretului); prefață de Tudor Arghezi |
| 007 | Victor Hugo                                                                            | Versuri                                          | 1958 | (Editura Tineretului); traducere, prezentare și note de Valentin Lipatti |
| 008 | Walt Whitman                                                                           | Fire de iarbă                                    | 1958 | (Editura Tineretului); traducere de Mihnea Gheorghiu |
| 009 | Tudor Arghezi                                                                          | Versuri alese                                    | 1958 | (Editura Tineretului); cuvânt înainte de Marcel Breslașu |
| 010 | Schiller                                                                               | Poezii                                           | 1958 | (Editura Tineretului); traducere de I. Cassian-Mătăsaru, prefață și note de Paul Langfelder |
| 011 | Alexandr Pușkin                                                                        | Versuri                                          | 1958 | (Editura Tineretului); cuvânt înainte de Tatiana Nicolescu |
| 012 | Jan Neruda                                                                             | Versuri                                          | 1959 | (Editura Tineretului); traducere de I. Cassian-Mătăsaru, prefață și note de Elena Eftimiu |
| 013 | Francesco Petrarca                                                                     | Sonete                                           | 1959 | (Editura Tineretului); traducere, cuvânt înainte și note de Lascăr Sebastian |
| 014 | George Coșbuc                                                                          | Poezii                                           | 1959 | (Editura Tineretului); cuvânt înainte de Ion Vitner |
| 015 | Mihail Lermontov                                                                       | Poezii                                           | 1959 | (Editura Tineretului); cuvânt înainte de Tamara Gane |
| 016 | Pierre de Ronsard                                                                      | Poezii                                           | 1959 | (Editura Tineretului); traducere de Barbu Solacolu, cuvânt înainte și note de Valentin Lipatti |
| 017 | Mihai Beniuc                                                                           | Poezii                                           | 1959 | (Editura Tineretului); cuvânt înainte de Paul Georgescu |
| 018 | Maria Banuș                                                                            | Poezii                                           | 1959 | (Editura Tineretului); cuvânt înainte de Silvian Iosifescu |
| 019 | Eugen Jebeleanu                                                                        | Poezii                                           | 1959 | (Editura Tineretului); prefață de Ov. S. Crohmălniceanu |
| 020 | Adam Mickiewicz                                                                        | Poezii                                           | 1959 | (Editura Tineretului); traducere de Miron Radu Paraschivescu, cuvânt înainte de Olga Zaicik |
| 021 | Marcel Breslașu                                                                        | Poezii                                           | 1959 | (Editura Tineretului); prefață de Radu Popescu |
| 022 | Cicerone Theodorescu                                                                   | Poezii                                           | 1959 | (Editura Tineretului); prefață de Ion Vitner |
| 023 | Robert Burns                                                                           | Poezii alese                                     | 1960 | (Editura Tineretului); traducere și cuvânt înainte de Mihnea Gheorghiu |
| 024 | Taras Șevcenko                                                                         | Poezii                                           | 1960 | (Editura Tineretului); traducere de Victor Tulbure, cuvânt înainte de Mihai Novicov |
| 025 | * * *                                                                                  | Poeți clasici coreeni                            | 1960 | (Editura Tineretului); antologie de A. E. Baconsky |
| 026 | Alfred de Musset                                                                       | Poezii                                           | 1960 | (Editura Tineretului); traducere de Lazăr Iliescu, cuvânt înainte și note de Valentin Lipatti |
| 027 | József Attila                                                                          | Versuri                                          | 1960 | (Editura Tineretului); traducere și cuvânt înainte de Veronica Porumbacu |
| 028 | Arthur Rimbaud                                                                         | Poezii                                           | 1960 | (Editura Tineretului); traducere și cuvânt înainte de Petre Solomon |
| 029 | Horațiu (Quintus Horatius Flaccus)                                                     | Versuri                                          | 1961 | (Editura Tineretului); traducere, cuvânt înainte și note de Lascăr Sebastian |
| 030 | Sándor Petőfi                                                                          | Versuri                                          | 1961 | (Editura Tineretului); traducere și prefață de Eugen Jebeleanu |
| 031 | Goethe                                                                                 | Poezii                                           | 1961 | (Editura Tineretului); traducere și cuvânt înainte de Maria Banuș |
| 032 | Vasile Alecsandri                                                                      | Poezii                                           | 1961 | (Editura Tineretului); cuvânt înainte de G. C. Nicolescu |
| 033 | Demostene Botez                                                                        | Poezii                                           | 1961 | (Editura Tineretului); prefață de Dumitru Corbea |
| 034 | Nazim Hikmet                                                                           | Poezii                                           | 1961 | (Editura Tineretului); traducere de Virgil Teodorescu, prefață de Radu Boureanu |
| 035 | Salvatore Quasimodo                                                                    | Versuri                                          | 1961 | (Editura Tineretului); traducere și cuvânt înainte de A. E. Baconsky, introducere Tudor Arghezi |
| 036 | Serghei Esenin                                                                         | Poezii                                           | 1961 | (Editura Tineretului); traducere de G. Lesnea, cuvânt înainte de Tamara Gane |
| 036 | Miron Radu Paraschivescu                                                               | Poezii                                           | 1961 | (Editura Tineretului); cuvânt înainte de Dumitru Micu |
| 037 | Simonov                                                                                | Poezii                                           | 1961 | (Editura Tineretului); traducere de Mihu Dragomir, prefață de Tatiana Nicolescu |
| 038 | Radu Boureanu                                                                          | Versuri                                          | 1961 | (Editura Tineretului); cuvânt înainte de Ion Vitner |
| 039 | Li-Tai-Pe                                                                              | -                                                | 1961 | (Editura Tineretului); traducere și prefață de Eusebiu Camilar |
| 040 | Alfred Margul-Sperber                                                                  | Poezii                                           | 1962 | (Editura Tineretului); prefață de Al. Philippide |
| 041 | Dumitru Corbea                                                                         | Poezii                                           | 1962 | (Editura Tineretului); prefață de Valeriu Rîpeanu |
| 042 | * * *                                                                                  | Poeți bulgari                                    | 1962 | (Editura Tineretului); traducere și cuvânt înainte de Victor Tulbure |
| 043 | Dan Deșliu                                                                             | Poezii                                           | 1962 | (Editura Tineretului); prefață de I. D. Bălan |
| 044 | Johannes Becher                                                                        | Poezii                                           | 1962 | (Editura Tineretului); traducere de Lazăr Iliescu, cuvânt înainte de Zoe Dumitrescu-Bușulenga |
| 045 | Zaharia Stancu                                                                         | Versuri                                          | 1962 | (Editura Tineretului); cuvânt înainte de Radu Popescu |
| 046 | Veronica Porumbacu                                                                     | Poezii                                           | 1962 | (Editura Tineretului); prefață Paul Georgescu |
| 047 | Rafael Alberti                                                                         | Poezii                                           | 1962 | (Editura Tineretului); traducere de Veronica Porumbacu, cuvânt înainte de Mihai Beniuc |
| 048 | Grigore Alexandrescu                                                                   | Poezii                                           | 1962 | (Editura Tineretului); cuvânt înainte de Mihai Gafița |
| 049 | Giacomo Leopardi                                                                       | Versuri                                          | 1963 | (Editura Tineretului); traducere, cuvânt înainte și note de Lascăr Sebastian |
| 050 | * * *                                                                                  | Poeți persani                                    | 1963 | (Editura Tineretului); culegere întocmită de George Dan, cuvânt înainte de Tudor Vianu |
| 051 | Nahabed Kuceak                                                                         | Poezii                                           | 1963 | (Editura Tineretului); traducere de Victor Tulbure și Dan Deșliu, cuvânt înainte de Dan Deșliu |
| 052 | Victor Tulbure                                                                         | Poezii                                           | 1963 | (Editura Tineretului); prefață de Mihai Nocicov |
| 053 | Nina Cassian                                                                           | Poezii                                           | 1963 | (Editura Tineretului); cuvânt înainte de Ov. S. Crohmălniceanu |
| 054 | Guillaume Apollinaire                                                                  | Poeme                                            | 1963 | (Editura Tineretului); traducere și cuvânt înainte de Mihai Beniuc |
| 055 | Artur Lundkvist                                                                        | Poeme                                            | 1963 | (Editura Tineretului); traducere și cuvânt înainte de A. E. Baconsky |
| 056 | Giussepe Ungaretti                                                                     | Poezii                                           | 1963 | (Editura Tineretului); traducere de Miron Radu Paraschivescu și Alexandru Balaci |
| 057 | Mihu Dragomir                                                                          | Poezii                                           | 1963 | (Editura Tineretului); cuvânt înainte de Perpessicius |
| 058 | Eugen Frunză                                                                           | Poezii                                           | 1963 | (Editura Tineretului); cuvânt înainte de Radu Popescu |
| 059 | Ion Bănuță                                                                             | Versuri                                          | 1963 | (Editura Tineretului); cuvânt înainte de G. Călinescu |
| 060 | Aleksandr Blok                                                                         | Versuri                                          | 1964 | (Editura Tineretului); traducere de Victor Tulbure, cuvânt înainte de Tatiana Nicolescu |
| 061 | Virgiliu (Publius Vergilius Maro)                                                      | Bucolice. Georgice                               | 1964 | (Editura Tineretului); traducere, cuvânt înainte și note de Lascăr Sebastian |
| 062 | Edgar Allan Poe                                                                        | Poezii și poeme                                  | 1964 | (Editura Tineretului); traducere și cuvânt înainte de Mihu Dragomir |
| 063 | Shakespeare                                                                            | Sonete                                           | 1964 | (Editura Tineretului); traducere și cuvânt înainte de Ion Frunzetti |
| 064 | Vítězslav Nezval                                                                       | Poezii                                           | 1964 | (Editura Tineretului); traducere și prefață de Virgil Teodorescu |
| 065 | George Bacovia                                                                         | Poezii                                           | 1964 | (Editura Tineretului); prefață Eugen Jebeleanu |
| 066 | A. E. Baconsky                                                                         | Versuri                                          | 1964 | (Editura Tineretului); cuvânt înainte de Mihail Petroveanu |
| 067 | Nicolae Labiș                                                                          | Versuri                                          | 1964 | (Editura Tineretului); cuvânt înainte de Zoe Dumitrescu-Bușulenga |
| 068 | Bertolt Brecht                                                                         | Versuri                                          | 1964 | (Editura Tineretului); traducere de Demostene Botez și Lazăr Iliescu, cuvânt înainte de Paul Langfelder |
| 069 | Horváth Imre                                                                           | Versuri                                          | 1964 | (Editura Tineretului); traducere de Ioanichie Olteanu, cuvânt înainte de Veronica Porumbacu |
| 070 | * * *                                                                                  | Din lirica latină                                | 1964 | (Editura Tineretului); traducere, prefață și note de Alexandru Andrițoiu; autori din cuprins: Catullus, Lucretius, Tibullus, Propertius, Horatius, Ovidius |
| 071 | Emil Isac                                                                              | Versuri                                          | 1964 | (Editura Tineretului); cuvânt înainte de Ion Brad |
| 072 | Victor Eftimiu                                                                         | Versuri                                          | 1964 | (Editura Tineretului); prefață de Demostene Botez |
| 073 | Jiři Wolker                                                                            | Poeme                                            | 1964 | (Editura Tineretului); traducere de Florin Mugur, cuvânt înainte Elena Eftimiu |
| 074 | Al. Philippide                                                                         | Poezii                                           | 1965 | (Editura Tineretului); cuvânt înainte de Al. Piru |
| 075 | Otilia Cazimir                                                                         | Versuri                                          | 1965 | (Editura Tineretului); cuvânt înainte de Constantin Ciopraga |
| 076 | Pablo Neruda                                                                           | Poeme                                            | 1965 | (Editura Tineretului); traducere și cuvânt înainte de Radu Boureanu |
| 077 | * * *                                                                                  | Poeți ai Pleiadei                                | 1965 | (Editura Tineretului); traducere și note de Romulus Vulpescu; cuvânt înainte de N.N. Condeescu; autorii din cuprins: Jean Dorat, Pontus De Tyard, Joachim Du Bellay, Remy Belleau, Estienne Jodelle, Jean-Antoine De Baif |
| 078 | Charles Baudelaire                                                                     | Versuri                                          | 1965 | (Editura Tineretului); traducere și cuvânt înainte de Al. Philippide |
| 079 | Ghiorghios Seferis                                                                     | Poezii                                           | 1965 | (Editura Tineretului); traducere și prefață de Aurel Rău |
| 080 | Heinrich Heine                                                                         | Poezii                                           | 1965 | (Editura Tineretului); traducere de I. Cassian-Mătăsaru, prefață de Sevilla Baer-Răducanu |
| 081 | Karel Jonckheere                                                                       | Poeme                                            | 1965 | (Editura Tineretului); traducere și cuvânt înainte de Mihai Beniuc |
| 082 | Vasko Popa                                                                             | Versuri                                          | 1966 | (Editura Tineretului); traducere și cuvânt înainte de Nichita Stănescu |
| 083 | Octavian Goga                                                                          | Versuri                                          | 1966 | (Editura Tineretului); prefață de Mihai Beniuc |
| 084 | Rainer Maria Rilke                                                                     | Versuri                                          | 1966 | (Editura Tineretului); traducere și cuvânt înainte de Maria Banuș |
| 085 | Carl Sandburg                                                                          | Versuri                                          | 1966 | (Editura Tineretului); traducere și prefață de A.E. Baconsky |
| 086 | Iannis Ritsos                                                                          | Poezii                                           | 1966 | (Editura Tineretului); traducere și cuvânt înainte de Nina Cassian |
| 087 | George Călinescu                                                                       | Poezii                                           | 1966 | (Editura Tineretului); cuvânt înainte de Al. Philippide |
| 088 | Iuvenal (Decimus Iunius Iuvenalis)                                                     | Satire                                           | 1966 | (Editura Tineretului); traducere, cuvânt înainte și note Lascăr Sebastian |
| 089 | Vasile Voiculescu                                                                      | Poezii                                           | 1966 | (Editura Tineretului); antologie și cuvânt înainte de Al. Piru |
| 090 | * * *                                                                                  | Lirica Renașterii italiene                       | 1966 | (Editura Tineretului); traducere de C.D. Zeletin; Autorii din cuprins: Francesco Petrarca, Lorenzo de Medici, Angelo Poliziano, Iacopo Sannazaro, Michelangelo Buonarroti, Vittoria Colonna, Galeotto del Carretto, Gaspara Stampa, Giordano Bruno |
| 091 | Rabindranath Tagore                                                                    | Versuri                                          | 1966 | (Editura Tineretului); traducere de George Dan, cuvânt înainte de Zoe Dumitrescu-Bușulenga |
| 092 | Lucian Blaga                                                                           | Versuri                                          | 1966 | (Editura Tineretului); prefață de Aurel Rău |
| 093 | Eugenio Montale                                                                        | Versuri                                          | 1967 | (Editura Tineretului); traducere de Ilie Constantin, cuvânt înainte de Edgar Papu |
| 094 | Alexandru Macedonski                                                                   | Versuri                                          | 1967 | (Editura Tineretului); prefață de Adrian Marino |
| 095 | Aurel Rău                                                                              | Poezii                                           | 1967 | (Editura Tineretului); prefață de I. Negoițescu |
| 096 | Adrian Maniu                                                                           | Versuri                                          | 1968 | (Editura Tineretului); cuvânt înainte de Mircea Tomus |
| 097 | Paul Eluard                                                                            | Poezii                                           | 1968 | (Editura Tineretului); traducere și prefață de Virgil Teodorescu |
| 098 | * * *                                                                                  | Din lirica elină                                 | 1968 | (Editura Tineretului); traducere de Alexandru Andrițoiu și Dimos Rendis; cuvânt înainte de Edgar Papu; autori din cuprins: Homer, Hesiod, Callinos, Tirteu, Mimnermos, Alceu, Arhilohos, Simonides din Amorgos, Sapho, Solon, Anacreon, Ivicos, Simonides din Keos, Xenofan, Parmenide, Empedocle, Pindar, Vachilide, Platon, Herimon, Aristotel, Teogones, Ipponahtas, Eschil, Sofocle, Euripide, Aristofan                                                                       |
| 099 | Anna Ahmatova                                                                          | Poezii                                           | 1968 | (Editura Tineretului); traducere de Madeleine Fortunescu; cuvânt înainte de Mihai Beniuc |
| 100 | Ion Pillat                                                                             | Versuri                                          | 1968 | (Editura Tineretului); cuvânt înainte de Al. Piru |
| 101 | Giovanni Pascole                                                                       | Versuri                                          | 1968 | (Editura Tineretului); traducere și prefață de Dragoș Vrânceanu |
| 102 | Alexandru Andrițoiu                                                                    | Versuri                                          | 1968 | (Editura Tineretului); cuvânt înainte de I. Negoițescu |
| 103 | Emil Giurgiuca                                                                         | Poezii                                           | 1968 | (Editura Tineretului); cuvânt înainte de Dragoș Vrânceanu |
| 104 | Alfred de Vigny                                                                        | Versuri alese                                    | 1968 | (Editura Tineretului); traducere și note Ionel Marinescu, prefață de Ovidiu Drimba |
| 105 | Ion Vinea                                                                              | Poeme                                            | 1969 | (Editura Tineretului); antologie și prefață de Vasile Nicolescu |
| 106 | Kostas Varnalis                                                                        | Versuri                                          | 1969 | (Editura Tineretului); traducere de Aurel Gurghianu |
| 107 | Novalis                                                                                | Poezii                                           | 1969 | (Editura Tineretului); traducere și cuvânt înainte de Petru Sfetca |
| 108 | René Char                                                                              | Poeme alese                                      | 1969 | (Editura Tineretului); traducere de Gellu Naum; cuvânt înainte de Virgil Teodorescu |
| 109 | Robert Frost                                                                           | Versuri                                          | 1969 | (Editura Tineretului); traducere și cuvânt înainte de Victor Felea |
| 110 | John Keats                                                                             | Versuri                                          | 1969 | (Editura Tineretului); traducere de Aurel Covaci; cuvânt înainte de Edgar Papu |
| 111 | Omar Khayyam                                                                           | Catrene                                          | 1969 | (Editura Tineretului); traducere și cuvânt înainte de George Popa |
| 112 | Ovidiu                                                                                 | -                                                | 1969 | (Editura Tineretului); traducere Maria-Valeria Petrescu, cuvânt înainte de Adrian Pârvulescu |
| 113 | Dimitrie Stelaru                                                                       | Mare incognitum                                  | 1969 | (Editura Tineretului); cuvânt înainte de Lucian Raicu |
| 114 | Ion Minulescu                                                                          | Poezii                                           | 1969 | (Editura Tineretului); antologie și cuvânt înainte de Emil Manu |
| 115 | T. S. Eliot                                                                            | Poeme                                            | 1970 | (Editura Albatros); traducere de Aurel Covaci, cuvânt înainte de Nichita Stănescu |
| 116 | Virgil Teodorescu                                                                      | Vârsta cretei                                    | 1970 | (Editura Albatros); prefață de Al. Protopopescu |
| 117 | Nichita Stănescu                                                                       | Poezii                                           | 1970 | (Editura Albatros); - |
| 118 | Gellu Naum                                                                             | Poeme alese                                      | 1970 | (Editura Albatros); cuvânt înainte de Ov. S. Crohmălniceanu |
| 119 | Friedrich Hölderlin                                                                    | Poezii                                           | 1971 | (Editura Albatros); traducere de Ștefan Augustin Doinaș, I. Negoițescu și V. Nemoianu |
| 120 | Dragoș Vrânceanu                                                                       | Poezii                                           | 1970 | (Editura Albatros); prefață de Vladimir Streinu |
| 121 | Jesus Lopez Pacheco                                                                    | Dragoste interzisă                               | 1971 | (Editura Albatros); traducere Tiberiu Utan |
| 122 | * * *                                                                                  | Poeți ai expresionismului                        | 1971 | (Editura Albatros); antologie, traducere, prefață și note de Petre Stoica |
| 123 | Kassák Lajos                                                                           | Poezii                                           | 1971 | (Editura Albatros); traducere de Aurel Buteanu, prefață de Petre Pascu |
| 124 | Ion Brad                                                                               | Poeme                                            | 1970 | (Editura Albatros); cuvânt înainte de Ov. S. Crohmălniceanu |
| 125 | Mihai Codreanu                                                                         | Sonete                                           | 1971 | (Editura Albatros); prefață de Ilie Dan |
| 126 | Juan Ramon Jimenez                                                                     | Poeme                                            | 1971 | (Editura Albatros); traducere de Darie Novăceanu |
| 127 | Elena Văcărescu, Ana de Noailles                                                       | Versuri                                          | 1971 | (Editura Albatros); traducere de Demostene Botez și Lazăr Iliescu; cuvânt înainte de Zoe Dumitrescu-Bușulenga |
| 128 | William Carlos Williams                                                                | Poeme                                            | 1971 | (Editura Albatros); traducere de Aurel Covaci, prefață de Petru Popescu |
| 129 | Cesare Pavese                                                                          | Poeme                                            | 1971 | (Editura Albatros); traducere și prefață de Nicolae Argintescu-Amza |
| 130 | * * *                                                                                  | Cinci poeți romanzi                              | 1972 | (Editura Albatros); traducere, prefață și note de Ion Caraion |
| 131 | Edith Södergran                                                                        | Poeme                                            | 1972 | (Editura Albatros); traducere de Veronica Porumbacu, prefață de A.E. Baconsky |
| 132 | Ion Gheorghe                                                                           | Poeme                                            | 1972 | (Editura Albatros); cuvânt înainte de Marin Mincu |
| 133 | Joseph von Eichendorff                                                                 | Poezii                                           | 1972 | (Editura Albatros); traducere și cuvânt înainte de Eugen Frunză |
| 134 | Radu Stanca                                                                            | Poezii                                           | 1973 | (Editura Albatros); antologie și prefață de Ioana Lipovanu-Theodorescu |
| 135 | Émile Verhaeren                                                                        | Poeme                                            | 1973 | (Editura Albatros); traducere și cuvânt înainte de Lazăr Iliescu |
| 136 | * * *                                                                                  | Texte alese din lirica sanscrită                 | 1973 | (Editura Albatros); traducere de Ion Ilarion Postolache și Charlotte Filitti, prefață de Ion Ilarion Postolache |
| 137 | * * *                                                                                  | O sută de ani de sonet românesc                  | 1973 | (Editura Albatros); antologie și prefață de Gheorghe Tomozei |
| 138 | Ștefan Augustin Doinaș                                                                 | Versuri                                          | 1973 | (Editura Albatros); prefață de Virgil Nemoianu |
| 139 | Vladimir Maiakovski                                                                    | Poeme                                            | 1973 | (Editura Albatros); traducere de Cicerone Theodorescu, antologie și prefață de Ion Vasile Șerban |
| 140 | Emil Botta                                                                             | Poeme                                            | 1974 | (Editura Albatros); cuvânt înainte de Petru Comarnescu |
| 141 | Vasile Nicolescu                                                                       | Poeme                                            | 1974 | (Editura Albatros); cuvânt înainte de Paul Georgescu |
| 142 | Omar Khayyam, Hafez, Saadi                                                             | Catrene persane                                  | 1974 | (Editura Albatros); traducere și cuvânt înainte de Otto Starck |
| 143 | Johannes Bobrowski                                                                     | Poeme                                            | 1974 | (Editura Albatros); antologie, traducere, prefață și note de Petre Stoica |
| 144 | * * *                                                                                  | Din lirica turcă contemporană                    | 1974 | (Editura Albatros); antologie, traducere, prefață și note de Nicolae Ioana, Nevzat Iusuf și Ag. Baubec |
| 145 | Radnóti Miklós                                                                         | Poeme                                            | 1974 | (Editura Albatros); traducere de Veronica Porumbacu și Tóthfalusi Anna |
| 146 | Ion Caraion                                                                            | Poeme                                            | 1974 | (Editura Albatros); prefață de Emil Manu |
| 147 | Tiberiu Utan                                                                           | Versuri                                          | 1975 | (Editura Albatros); prefață de Eugen Simion |
| 148 | François Villon                                                                        | Balade                                           | 1975 | (Editura Albatros); traducere de Neculai Chirica, prefață de Edgar Papu |
| 149 | Méliusz József                                                                         | Poeme                                            | 1975 | (Editura Albatros); antologie, traducere și cuvânt înainte de Paul Drumaru |
| 150 | Gottfried Keller                                                                       | Poezii                                           | 1975 | (Editura Albatros); traducere și cuvânt înainte de Eugen Frunză |
| 151 | Blaje Koneski                                                                          | Poeme                                            | 1975 | (Editura Albatros); antologie și traducere de Dumitru M. Ion, cuvânt înainte Dinu Flămând |
| 152 | * * *                                                                                  | Din lirica feminină românească                   | 1975 | (Editura Albatros); antologie și note de Ileana Manole și Virginia Carianopol, cuvânt înainte de V. Nicolescu |
| 153 | Romancero                                                                              | Vechi balade spaniole                            | 1976 | (Editura Albatros); antologie, traducere, prefață și note Sorin Mărculescu |
| 154 | Kosztolányi Dezső                                                                      | Poeme                                            | 1976 | (Editura Albatros); traducere de Livia Bacâru, cuvânt înainte de Mihai Beniuc |
| 155 | Tadeusz Różewicz                                                                       | Poeme                                            | 1976 | (Editura Albatros); traducere de Irena Harasimowicz, cuvânt înainte de Ștefan Augustin Doinaș |
| 156 | Ludwig Uhland                                                                          | Balade                                           | 1976 | (Editura Albatros); antologie și traducere de Ionel Marinescu, prefață de Nicolae Balotă |
| 157 | Marin Sorescu                                                                          | Poeme                                            | 1976 | (Editura Albatros); prefață de Cornel Regman |
| 158 | Bella Ahmadulina, Rimma Kazakova, Fazil Iskander, Bulat Okudjava, Robert Rojdestvenski | Poeme                                            | 1976 | (Editura Albatros); traducere și cuvânt înainte de Petru Jaleș |
| 159 | Illyés Gyula                                                                           | Poetul și porumbelul                             | 1977 | (Editura Albatros); traducere de Constantin Olariu, cuvânt înainte de Szemlér Ferenc |
| 160 | Emily Dickinson                                                                        | Poeme                                            | 1977 | (Editura Albatros); traducere și cuvânt înainte de Veronica Porumbacu |
| 161 | Constanța Buzea                                                                        | Poeme                                            | 1977 | (Editura Albatros); cuvânt înainte de Eugen Simion |
| 162 | Ioan Alexandru                                                                         | Imne                                             | 1977 | (Editura Albatros); cuvânt înainte de Zoe Dumitrescu-Bușulenga |
| 163 | Geo Dumitrescu                                                                         | Africa de sub frunte                             | 1978 | (Editura Albatros); prefață de Eugen Simion |
| 164 | * * *                                                                                  | Poeți canadieni contemporani (de limbă engleză)  | 1978 | (Editura Albatros); antologie, traducere și prefață de Ion Caraion |
| 165 | Petrović Njegoš                                                                        | Cununa munților                                  | 1978 | (Editura Albatros); traducere de Dumitru Ion, cuvânt înainte de Titus Vîjeu |
| 166 | Ana Blandiana                                                                          | Poeme                                            | 1978 | (Editura Albatros); prefață de Al. Philippide |
| 167 | Erich Kästner                                                                          | Trusă lirică de prim ajutor                      | 1978 | (Editura Albatros); traducere și cuvânt înainte de I. Cassian-Mătăsaru |
| 168 | * * *                                                                                  | Efigii în abanos. Din lirica neagră francofonă   | 1978 | (Editura Albatros); traducere de Gavril Ședran și Mircea Traian Biju, cuvânt înainte, prezentare și note Mircea Traian Biju |
| 169 | Virgil Carianopol                                                                      | Viorile vârstei                                  | 1978 | (Editura Albatros); prefață de Al. Piru |
| 170 | Saadi                                                                                  | Bustan (Livada)                                  | 1978 | (Editura Albatros); traducere din limba persană și cuvânt înainte de Otto Starck |
| 171 | Arthur Rimbaud                                                                         | Un anotimp în infern. Iluminările                | 1979 | (Editura Albatros); traducere de Tașcu Gheorghiu, cuvânt înainte de Irina Mavrodin |
| 172 | * * *                                                                                  | Poezia trubadurilor                              | 1979 | (Editura Albatros); traducere de Sorina Bercescu și Victor Bercescu, cuvânt înainte și note de Sorina Bercescu |
| 173 | Theodor Storm                                                                          | Poezii                                           | 1979 | (Editura Albatros); traducere și cuvânt înainte de Eugen Frunză |
| 174 | Anghel Dumbrăveanu                                                                     | Poeme                                            | 1979 | (Editura Albatros); prefață de Mircea Tomuș |
| 175 | Raymond Queneau                                                                        | Artă poetică                                     | 1979 | (Editura Albatros); traducere și prefață de Ion Caraion |
| 176 | Ioanna Tsatsos                                                                         | Poeme                                            | 1979 | (Editura Albatros); traducere de Ion Brad, cuvânt înainte de Aurel Martin |
| 177 | George Tudor                                                                           | Scarabeul sacru – legende, balade, sonete, poeme | 1979 | (Editura Albatros); cuvânt înainte de Romulus Vulpescu |
| 178 | Jorge Guillén                                                                          | Poeme                                            | 1980 | (Editura Albatros); traducere de Ștefan Augustin Doinaș și Andrei Ionescu, cuvânt înainte de Ștefan Augustin Doinaș |
| 179 | Radu Cârneci                                                                           | Secțiunea de dor                                 | 1980 | (Editura Albatros); prefață de Petru Poantă |
| 180 | Ileana Mălăncioiu                                                                      | Poeme                                            | 1980 | (Editura Albatros); cuvânt înainte de Lucian Raicu |
| 181 | Leonid Dimov                                                                           | Texte                                            | 1980 | (Editura Albatros); prefață de Mircea Iorgulescu |
| 182 | * * *                                                                                  | Lirică americană contemporană                    | 1980 | (Editura Albatros); traducere și prefață de Virgil Teodorescu și Petronela Negoșanu |
| 183 | Alvaro Mutis                                                                           | Poemele lui Maqroll El Gaviero                   | 1980 | (Editura Albatros); traducere și prefață de Darie Novăceanu |
| 184 | Florin Mugur                                                                           | Dansul cu cartea                                 | 1981 | (Editura Albatros); cuvânt înainte de Ștefan Augustin Doinaș |
| 185 | I. M. Panayotopoulos                                                                   | Fereastră deschisă spre univers (Poeme)          | 1981 | (Editura Albatros); traducere și prefață de Maria Marinescu-Himu și Ioan Micu |
| 186 | * * *                                                                                  | Lirica bulgară contemporană                      | 1981 | (Editura Albatros); antologie, traducere, cuvânt înainte și note de Valentin Deșliu |
| 187 | Grigore Vieru                                                                          | Izvorul și clipa                                 | 1981 | (Editura Albatros); antologie de Mircea Radu Iacoban, prefață de Marin Sorescu |
| 188 | Gheorghe Piruț                                                                         | Noapte luminată                                  | 1982 | (Editura Albatros); prefață de M. Ungheanu |
| 189 | Félix Grande                                                                           | Biografie                                        | 1982 | (Editura Albatros); antologie, traducere și cuvânt înainte de Darie Novăceanu |
| 190 | Eugenio Montale                                                                        | Poeme alese                                      | 1983 | (Editura Albatros); traducere și prefață de Dragoș Vrânceanu |
| 191 | Kahlil Gibran                                                                          | Poeme                                            | 1983 | (Editura Albatros); traducere și prefață de Radu Cârneci |
| 192 | Osip Mandelștam                                                                        | Versuri                                          | 1984 | (Editura Albatros); traducere de Puiu Brăileanu și Valeriu Bucuroriu, prefață de Puiu Brăileanu |
| 193 | Ion Horea                                                                              | Eu trebuie să fiu                                | 1984 | (Editura Albatros); prefață Edgar Papu |
| 194 | * * *                                                                                  | Poeți romantici georgieni                        | 1985 | (Editura Albatros); antologie, traducere și note de Dumitru M. Ion, prefață de Marcel Petrișor |
| 195 | * * *                                                                                  | Cartea poemelor. Shijing                         | 1985 | (Editura Albatros); selecție, traducere, prefață și note Mira și Constantin Lupeanu |
| 196 | Mircea Ciobanu                                                                         | Marele scrib                                     | 1985 | (Editura Albatros); prefață de Magdalena Popescu |
| 197 | Cezar Ivănescu                                                                         | Rod                                              | 1985 | (Editura Albatros); prefață de Artur Silvestri |
| 198 | Ioanid Romanescu                                                                       | A doua zi                                        | 1985 | (Editura Albatros); cuvânt înainte de Laurențiu Ulici |
| 199 | Petre Stoica                                                                           | Suvenir                                          | 1986 | (Editura Albatros); cuvânt înainte de Gheorghe Grigurcu |
| 200 | Grigore Hagiu                                                                          | Poeme                                            | 1986 | (Editura Albatros); prefață de Fănuș Neagu |
| 201 | Corneliu Vadim Tudor                                                                   | Miracole                                         | 1986 | (Editura Albatros); cuvânt înainte de Eugen Barbu |
| 202 | Petre Ghelmez                                                                          | Coborârea în cuvânt                              | 1987 | (Editura Albatros); prefață de Liviu Papadima |
| 203 | * * *                                                                                  | Odele Mării Egee (Poeți greci contemporani)      | 1990 | (Editura Albatros); traducere, antologie, prefață și note de Ioanid Romanescu și Andreas Rados; autori din cuprins: Manolis Anagnostakis; Efi Athanasiou; Aris Dikteos; Odysseas Elytis; Anestis Evanghelou; Stelios Gheranis; Dimosthenis Kokkinos; Ghiorghis Kotsiras; Tasos Livaditits; Ghiorghis Manousakis; Nasos Nikopoulos; Nikos Pappas; Yolanda Pegli; Miltos Sahtouris; Ghiorghis Sarandis; Takis Sinopoulos; Victoria Theodorou; Vasos Voiadzoglou; Nikiforos Vrettakos |

## Vezi și
- Lista volumelor publicate în Colecția SF (Editura Tineretului)
- Biblioteca pentru toți
  - Catalogul Colecției Biblioteca pentru toți (Editura Minerva)
- Biblioteca pentru toți copiii
- Catalogul Colecției Lyceum